# Phước Hiệp, Mỏ Cày Nam
Phước Hiệp là một xã thuộc huyện Mỏ Cày Nam, tỉnh Bến Tre, Việt Nam.
Xã Phước Hiệp có diện tích 10,61 km², dân số năm 1999 là 7.783 người, mật độ dân số đạt 734 người/km².